# ألفرد كيلر (رسام)
ألفرد كيلر (بالألمانية: Alfred Keller) (و. 1875 – 1945 م) هو رسام، ومهندس معماري، وأستاذ جامعي نمساوي، ولد في غراتس، شارك في الألعاب الأولمبية الصيفية 1932، توفي عن عمر يناهز 70 عاماً.

## التعليم
تعلم في Graz University of Technology ‏
.

## روابط خارجية
- ألفرد كيلر على موقع أوليمبيديا (الإنجليزية)